# David Odonkor
David Odonkor (Bünde, 21 de fevereiro de 1984) é um ex-futebolista alemão.Filho de pai africano de Gana e mãe alemã de Bünde. Aposentou-se em 2013 por causa de lesões. Atualmente vive na Baviera alemã com sua esposa, uma ex modelo alemã.  
Jogou a copa do mundo 2006, pela Alemanha se tornando uma sensação da seleção. 